# Balesmes
Balesmes est une ancienne commune française d'Indre-et-Loire, annexée en 1966 par Descartes.

## Toponymie
Le nom du village apparaît pour la première fois dans les écrits en 1047, dans une charte de l'Abbaye de Beaulieu, sous l'appellation latine de Ecclesia S. Petri de Balcema. Le nom évoluera de nombreuses fois par la suite en fonction des différents transcripteurs: Balema, Balcema, en 1107, Bellesma  en 1218 dans une charte de l'Abbaye de la Merci-Dieu, puis Paroschia de Balesma, Balismo, Ballême sur la Carte de Cassini au XVIIIe siècle, et enfin la dénomination actuelle Balesmes au XIXe siècle 

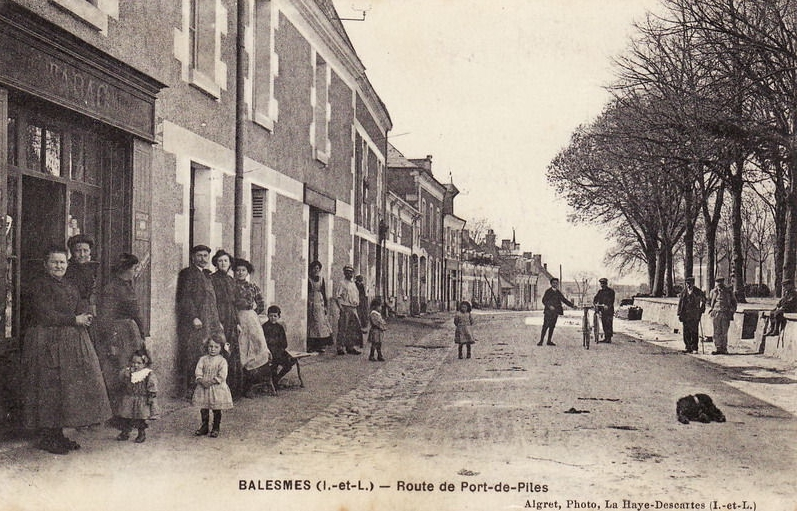
Carte postale de Balesmes vers 1910.

.

## Politique et administration
| Période                                  | Période          | Identité                        | Étiquette   | Qualité |
| ---------------------------------------- | ---------------- | ------------------------------- | ----------- | --- |
| Les données manquantes sont à compléter. |                  |                                 |             | |
| 1801                                     |                  | M. Bureau                       |             | |
| 30 juillet 1811                          |                  | René-Jean Gaultier-Heurtault    |             | Nommé maire par arrêté préfectoral du 15 juin 1811                                                                    |
| 18 octobre 1815                          | 8 mars 1816      | Pierre Mourruau                 |             | Propriétaire Décédé en fonction                                                                                       |
| 12 avril 1816                            | 24 janvier 1831  | Étienne Veyrat                  |             | Décédé en fonction |
| 21 mars 1831                             |                  | Silvain Sinault                 |             | |
| 16 octobre 1831                          |                  | François Gironnet               |             | |
| 2 août 1843                              |                  | N. Roy-Poupeault                |             | |
| 14 juillet 1846                          |                  | Silvain Sinault                 |             | |
| 22 septembre 1852                        | 1855             | René Olympe Gautier (1814-1885) |             | Propriétaire |
| 18 juillet 1855                          | 2 avril 1879     | Barthélémy Raguin               |             | Décédé en fonction |
| 11 mai 1879                              |                  | Louis Delaunay                  |             | |
| 18 mai 1884                              |                  | Louis Martin                    |             | |
| 28 janvier 1906                          | 19 juillet 1925  | Charles Vigreux                 | Républicain | Ingénieur civil, conseiller d’arrondissement Conseiller général de La Haye-Descartes (1911 → 1925) Décédé en fonction |
| 17 décembre 1925                         | 30 décembre 1930 | Théophile Chichery              |             | |
| 8 février 1931                           | 30 juin 1936     | Léon Verdon                     |             | |
| 19 juillet 1936                          | 29 août 1941     | Frédéric Tessereau              |             | |
| 29 août 1941                             | 22 juin 1942     | Paul Bourgueil                  |             | |
| 22 juin 1942                             | 17 mai 1945      | Marcel Gaignaison (1891-1976)   |             | Président de la délégation spéciale                                                                                   |
| 17 mai 1945                              | 31 octobre 1947  | Paul Bourgueil                  |             | |
| 31 octobre 1947                          | mars 1959        | Marcel Gaignaison (1891-1976)   |             | |
| mars 1959                                | 19 mars 1965     | Jean Massot (1911-2000)         | DVD         | Médecin ophtalmologue Conseiller général de La Haye-Descartes (1965 → 1976)                                           |
| 19 mars 1965                             | 1er janvier 1967 | Pierre Pascault                 |             | |

## Démographie
| 1793 | 1800 | 1806 | 1821 | 1831 | 1836 | 1841 |
| ---- | ---- | ---- | ---- | ---- | ---- | ---- |
| 644  | 606  | 589  | 671  | 765  | 822  | 793  |

| 1846 | 1851 | 1856 | 1861  | 1866  | 1872  | 1876  |
| ---- | ---- | ---- | ----- | ----- | ----- | ----- |
| 893  | 920  | 934  | 1 147 | 1 164 | 1 243 | 1 339 |

| 1881  | 1886  | 1891  | 1896  | 1901  | 1906  | 1911  |
| ----- | ----- | ----- | ----- | ----- | ----- | ----- |
| 1 556 | 1 678 | 1 617 | 1 616 | 1 612 | 1 714 | 1 770 |

| 1921  | 1926  | 1931  | 1936  | 1946  | 1954  | 1962  |
| ----- | ----- | ----- | ----- | ----- | ----- | ----- |
| 1 665 | 1 679 | 1 704 | 1 690 | 1 690 | 1 630 | 1 689 |

## Balesmes dans les arts
Dans ses romans autobiographiques La Becquée et L'Enfant à la balustrade, l'écrivain René Boylesve évoque la commune de Balesmes sous le nom d'emprunt de « La Ville-aux-Dames ».

## Personnalités de Balsemes
La résistante Georgette Baumard est née et à vécu à Balsemes.